# Station Neuss-Allerheiligen
Station Neuss-Allerheiligen (Duits: Bahnhof Neuss-Allerheiligen) is een S-Bahnstation in het stadsdeel Allerheiligen van de Duitse stad Neuss. Het station ligt aan de spoorlijn Keulen – Neuss – Krefeld.

## Treinverbindingen
| Serie | Treinsoort            | Route | Bijzonderheden                             |
| ----- | --------------------- | --- | ------------------------------------------ |
| S 11  | S-Bahn (DB Regio NRW) | Düsseldorf Luchthaven Terminal – Düsseldorf Hbf – Neuss Hbf – Norf – Neuss-Allerheiligen – Nievenheim – Dormagen – Köln Hbf – Bergisch Gladbach | Dienstregeling S11 geldig vanaf 10-12-2023 |

0,0: Köln Hbf ·
2,3: Köln-Nippes ·
7,8: Köln-Longerich ·
9,8: Köln Volkhovener Weg ·
10,6: Köln-Chorweiler ·
11,5: Köln-Chorweiler Nord ·
12,9: Köln-Blumenberg ·
14,8: Köln-Worringen ·
17,7: Dormagen Chempark ·
20,8: Dormagen ·
24,3: Nievenheim ·
27,0: Neuss-Allerheiligen ·
29,7: Norf ·
33,8: Neuss Süd ·
36,2: Neuss Hbf ·
43,2: Meerbusch-Osterath ·
50,5: Krefeld-Oppum ·
53,6: Krefeld Hbf ·
59,1: Benrad-St.Tönis ·
65,0: Kempen ·
68,5: St. Hubert-Vösch ·
72,7: Aldekerk ·
76,3: Nieukerk ·
83,6: Geldern ·
88,6: Wetten ·
92,5: Kevelaer ·
98,6: Weeze ·
105,5: Goch ·
108,4: Pfalzdorf ·
114,1: Bedburg-Hau ·
118,4: Kleve ·
120,4: Cleve Tiergarten ·
122,5: Donsbrüggen ·
125,1: Nütterden ·
128,1: Frasselt ·
129,3: Kranenburg